# Malacoptila fusca
El buco pechiblanco (Malacoptila fusca), también denominado bigotudo pechiblanco y bolio de pecho blanco, es una especie de ave galbuliforme de la familia Bucconidae que vive en Sudamérica.

## Descripción
El buco pechiblanco mide alrededor de 18 cm de largo. Sus partes superiores son de color pardo salpicadas con múltiples motas blancas, mientras que sus partes inferiores son blanquecinas veteadas en marrón. Presenta una banda horizontal blanca en la parte superior del pecho y una mancha blanca en la base del pico. Su robusto pico es de color naranja y tiene la punta curvada hacia abajo.

## Distribución y hábitat
Se encuentra en Brasil, Colombia, Ecuador, la Guayana francesa, Guyana, Perú, Surinam y Venezuela.
Su hábitat natural es la selva húmeda de regiones bajas.